# Melanagromyza limata
Melanagromyza limata este o specie de muște din genul Melanagromyza, familia Agromyzidae, descrisă de Spencer în anul 1971. Conform Catalogue of Life specia Melanagromyza limata nu are subspecii cunoscute.